# Puy Lagarde
Le puy Lagarde est un sommet du Massif central, situé en bordure occidentale du plateau de Millevaches, à la limite entre le département de la Creuse (commune de Faux-la-Montagne) et celui de la Haute-Vienne (commune de Beaumont-du-Lac), dont il est le point culminant, devant le puy de Crozat ou encore le mont Gargan, parfois à tort considérés comme sommets les plus élevés.
Son sommet boisé, accessible par des chemins d'exploitation forestière, accueille un autel et un calvaire composé de trois croix en béton.

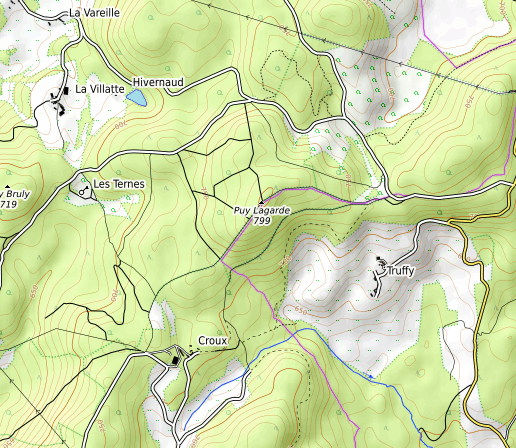
Carte topographique du puy Lagarde.